# Anders Björner

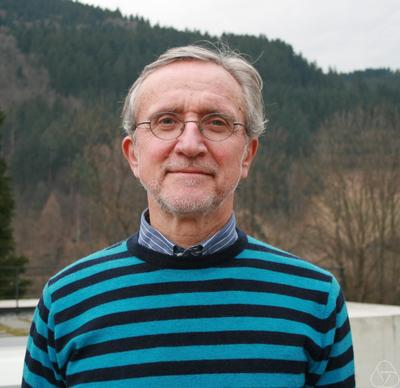
Anders Björner

Anders Björner (17.12.1947) là giáo sư toán học người Thụy Điển.

## Sự nghiệp
Ông giảng dạy ở Phân khoa Toán học của Học viện Công nghệ Hoàng gia ở Stockholm. Lãnh vực nghiên cứu chính của ông là Toán học tổ hợp cũng như đại số, hình học, tô pô và khoa học máy tính liên quan
Ông cũng làm giám đốc Viện Mittag-Leffler và chủ bút của tạp chí Acta Mathematica 
Anders Björner là chuyên gia nổi tiếng trong lãnh vực Toán học tổ hợp đại số và Toán học tổ hợp tô pô.
Năm 1983 ông được thưởng Giải Pólya (SIAM), và được bầu vào Viện Hàn lâm Khoa học Hoàng gia Thụy Điển từ năm 1999.

## Tác phẩm
- Oriented Matroids (viết chung với M. LasVergnas, B. Sturmfels, N. White và G. M. Ziegler), Cambridge University Press, 1993. Second Edition 1999, 560 pages. ISBN 0-521-77750-X
- Combinatorics of Coxeter Groups (viết chung với F. Brenti), Graduate Texts in Mathematics, Vol. 231, Springer-Verlag, New York, 2005, 367 pages. ISBN 3-540-44238-3
- Chương "Topological Methods" trong Handbook of Combinatorics (eds. R. Graham, M. Grotschel and L. Lovasz), North-Holland, Amsterdam, 1995, pp. 1819–1872.